# Hapoel Gerusalemme B.C.
L'Hapoel Gerusalemme B.C. è una società polisportiva di Gerusalemme, in Israele, fondata nel 1943. L'Hapoel Gerusalemme comprende anche l'Hapoel Gerusalemme FC, la squadra di calcio.
Disputa le partite interne nella moderna Pais Arena, che ha una capacità di 11.000 spettatori.

## Roster 2023-2024
Aggiornato al 22 gennaio 2022.
|    | Naz.                                        | Ruolo | Sportivo         | Anno | Alt. | Peso | Note |
| -- | ------------------------------------------- | ----- | ---------------- | ---- | ---- | ---- | ---- |
| 2  | Stati Uniti (bandiera) · Israele (bandiera) | AP    | Willy Workman    | 1990 | 198  | 88   |      |
| 3  | Israele (bandiera)                          | AP    | Amiad Yanai      | 2004 | 196  |      |      |
| 4  | Stati Uniti (bandiera)                      | P     | Jalen Adams      | 1995 | 188  | 88   |      |
| 5  | Israele (bandiera)                          | G     | Amit Gershon     | 1995 | 191  | 88   |      |
| 6  | Israele (bandiera)                          | AG    | Itay Segev       | 1995 | 204  | 101  |      |
| 7  | Nigeria (bandiera)                          | C     | John Egbunu      | 1994 | 208  | 114  |      |
| 8  | Israele (bandiera)                          | AP    | Sagiv David      | 1992 | 198  |      |      |
| 11 | Israele (bandiera)                          | G     | Adam Ariel       | 1994 | 195  | 85   |      |
| 14 | Israele (bandiera)                          | G     | Noam Dovrat      | 2002 | 194  | 85   |      |
| 17 | Nigeria (bandiera) · Stati Uniti (bandiera) | AG    | Suleiman Braimoh | 1989 | 203  | 104  |      |
| 22 | Stati Uniti (bandiera)                      | AP    | Kaiser Gates     | 1996 | 201  | 102  |      |
| 23 | Stati Uniti (bandiera)                      | G     | Sean Kilpatrick  | 1990 | 193  | 96   |      |
| 32 | Belgio (bandiera)                           | G     | Retin Obasohan   | 1993 | 185  | 95   |      |
| 33 | Israele (bandiera)                          | G     | Eilon Sasson     | 2003 | 190  |      |      |

### Staff tecnico
| Allenatore: | Yotam Halperin                |
| Assistenti: | Donaldas Kairys, Guni Israeli |

## Palmarès

### Titoli nazionali
- Campionato israeliano: 2

2014-2015, 2016-2017
- Coppa di Israele: 8

1995-1996, 1996-1997, 2006-2007, 2007-2008, 2018-2019, 2019-2020, 2023, 2024
- Coppa di Lega: 6

2008, 2009, 2014, 2016, 2019, 2023

### Titoli europei
- ULEB Cup: 1

2003-2004